# 4 Dywizja Strzelców Spadochronowych (III Rzesza)
4 Dywizja Strzelców Spadochronowych (niem. 4 Fallschirm-Jäger-Division) – powietrznodesantowa jednostka Luftwaffe złożona z Niemców i Włochów podczas II wojny światowej.

## Historia
Dywizja została sformowana w listopadzie 1943 r. w Wenecji. W jej skład weszły oddziały 2 Dywizji Strzelców Spadochronowych. Ponadto silny kontyngent stanowili ochotnicy włoscy, którzy służyli przed wyjściem Włoch z wojny na początku września 1943 r. w 184 Dywizji Spadochronowej „Nembo” i 185 Dywizji Spadochronowej „Folgore”. Na czele 4 Dywizji Strzelców Spadochronowych stanął gen. Heinrich Trettner. Pod koniec stycznia 1944 r. weszła ona do walki w składzie I Korpusu Spadochronowego przeciwko wojskom alianckim, które wylądowały pod Anzio (patrz: Operacja Shingle). Następnie pełniła zadania ochronne i patrolowe w Rzymie. Jako ostatnia niemiecka jednostka opuściła 4 czerwca stolicę Włoch. Wycofywała się przez Viterbo – Sienę – Firenzę, zajmując pozycje obronne na przełomie 1944/1945 r. na Przełęczy Futa na Linii Gotów. W marcu 1945 r. z dywizji odeszły II Batalion, 12 Pułk Strzelców Spadochronowych i 2 kompania batalionu saperów do nowo formowanej w Austrii 10 Dywizji Strzelców Spadochronowych. 4 Dywizja Strzelców Spadochronowych walczyła z aliantami pod Nettuno, Florencją i Bolonią, poddając się w rejonie Viacenza – Bozen pod koniec kwietnia 1945 r.

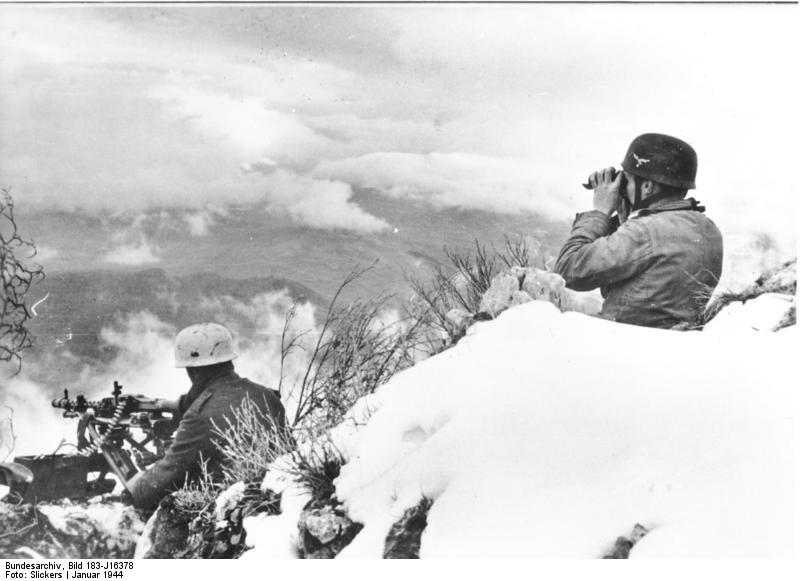
Niemieccy strzelcy spadochronowi we Włoszech, styczeń 1944 r.

## Skład organizacyjny
- dowództwo dywizji
  - kompania motocyklowa
  - zmotoryzowany pododdział żandarmerii
  - pododdział zaopatrzeniowy
- 10 Pułk Strzelców Spadochronowych
  - trzy zmotoryzowane bataliony strzelców spadochronowych (po trzy kompanie, kompania ciężkich broni, zmotoryzowana kompania moździerzy, zmotoryzowana kompania przeciwpancerna, zmotoryzowana kompania saperów, pluton łączności)
  - pluton łączności
  - zwiadowcza kompania rowerowa
- 11 Pułk strzelców Spadochronowych
  - trzy zmotoryzowane bataliony strzelców spadochronowych (po trzy kompanie, kompania ciężkich broni, zmotoryzowana kompania moździerzy, zmotoryzowana kompania przeciwpancerna, zmotoryzowana kompania saperów, pluton łączności)
  - pluton łączności
  - zwiadowcza kompania rowerowa
- 12 Pułk Strzelców Spadochronowych
  - trzy zmotoryzowane bataliony strzelców spadochronowych (po trzy kompanie, kompania ciężkich broni, zmotoryzowana kompania moździerzy, zmotoryzowana kompania przeciwpancerna, zmotoryzowana kompania saperów, pluton łączności)
  - pluton łączności
  - zwiadowcza kompania rowerowa
- 4 Spadochronowy Batalion Moździerzy
  - trzy kompanie
  - zmotoryzowana kompania sztabowa
- 4 Spadochronowy Batalion Przeciwpancerny
  - trzy zmotoryzowane kompanie
  - pluton łączności
- 4 Spadochronowy Pułk Artylerii
  - trzy bataliony
  - zmotoryzowana bateria sztabowa
- 4 Spadochronowy Batalion Przeciwlotniczy
  - trzy zmotoryzowane baterie
  - dwie samobieżne baterie
  - ciężka kolumna zaopatrzeniowa
- 4 Spadochronowy Batalion Saperów
  - cztery kompanie
  - zmotoryzowany pluton łączności
- 4 Spadochronowy Batalion Łączności
  - zmotoryzowana kompania łączności
  - zmotoryzowana kompania radiowa
  - zmotoryzowana kolumna zaopatrzeniowa
- 4 Spadochronowy Batalion Medyczny
- 1 Uzupełnieniowy Batalion Strzelców Spadochronowych w Aschersleben